# Titularerzbistum Drizipara
Drizipara ist ein Titularerzbistum der römisch-katholischen Kirche.
Es geht zurück auf einen historischen Bischofssitz in der antiken Stadt gleichen Namens in der römischen Provinz Thracia bzw. Europa im europäischen Teil der Türkei.
| Titularerzbischöfe von Drizipara |                                    |                                                    |                    |                   |
| Nr.                              | Name                               | Amt                                                | von                | bis               |
| 1                                | Gabrijel Palković OSBM             | Apostolischer Vikar von Marča (Kroatien)           | 4. August 1752     | 25. Februar 1759  |
| 2                                | Clément Bonnand, MEP               | Apostolischer Vikar von Pondicherry (Indien)       | 19. August 1831    | 21. März 1861     |
| 3                                | José Antonio de la Peña y Navarro  | Weihbischof in Michoacán (Mexiko)                  | 7. April 1862      | 19. März 1863     |
| 4                                | William Bernard Allen Collier, OSB | emeritierter Bischof von Port-Louis (Mauritius)    | 22. September 1863 | 21. November 1890 |
| 5                                | Maxime Decelles                    | Koadjutorbischof von Saint-Hyacinthe (Kanada)      | 14. Januar 1893    | 24. Mai 1901      |
| 6                                | Albertus Odoricus Timmer, OFM      | Apostolischer Vikar von Südshanxi (Republik China) | 31. Juli 1901      | 26. April 1943    |
| 7                                | Włodzimierz Jasiński               | emeritierter Bischof von Łódź (Polen)              | 12. Dezember 1946  | 17. April 1965    |
| 8                                | Theotonius Amal Ganguly CSC        | Koadjutorerzbischof von Dhaka (Bangladesch)        | 6. Juli 1965       | 23. November 1967 |